# Fontaine de l'Idole
La fontaine de l'Idole ( en portugais :  Fonte do Ídolo, ou Tanque do Quintal do Ídolo)  est un monument antique de l'époque romaine. Elle est située dans la freguesia de Braga (pt), sur le territoire de la municipalité de Braga (district de Braga, Portugal),. 
Elle est classée monument national depuis 1910.

## Historique
La ville de Bracara Augusta (capitale procinciale de l'ancienne Gallaecia) fut fondée vers 16 av. J.-C., sous le règne de l'empereur Auguste, dans une région auparavant occupée par des peuples autochtones. Les Romains, généralement tolérants en matière religieuse, autorisaient le culte des divinités locales en plus des dieux romains.
Probablement construite au Ier siècle, la fontaine s'inscrit dans ce contexte, étant un sanctuaire dédié à un dieu local appelé Tongoenabiago (pt), associé aux cours d'eau.
Au XVIIe siècle, Jerónimo Contador de Argote (pt) reproduit une gravure de la fontaine dans l'un des quatre volumes de son ouvrage Memórias Históricas do Arcebispado de Braga, dédié au roi Jean V du Portugal.
La fontaine est le seul monument romain de Bracara Augusta à avoir survécu relativement intact jusqu'à nos jours, et est très importante pour les informations qu'elle fournit sur le culte des dieux indigènes à l'époque romaine.

## Description
Il s'agit d'une fontaine ornée d'inscriptions et de figures sculptées dans un affleurement granitique naturel. Une inscription indique qu'un certain Célico Fronto, originaire d'Arcóbriga, a ordonné la construction du monument. 
« CVUS FRONTO ARCOBRIGENSIS AMBIMOGIDVS FECIT »
« Celicus Fronto, originaire d'Arcobriga, Ambimogido, a réalisé cette œuvre. »
Près de cette inscription se trouve une figure vêtue d'une toge, qui pourrait représenter le dédicataire. À côté, au-dessus de la fontaine, se trouve une autre figure sculptée : un buste, érodé, à l'intérieur d'une niche au profil classique, avec une colombe sur le fronton. Près de cette figure se trouve également une autre inscription portant le nom du dédicataire et celui de la divinité Tongoenabiago, probablement représentée par la figure de la niche.
Près de la fontaine, des vestiges architecturaux ont également été découverts indiquant que le sanctuaire pouvait faire partie d'un temple.

## Galerie

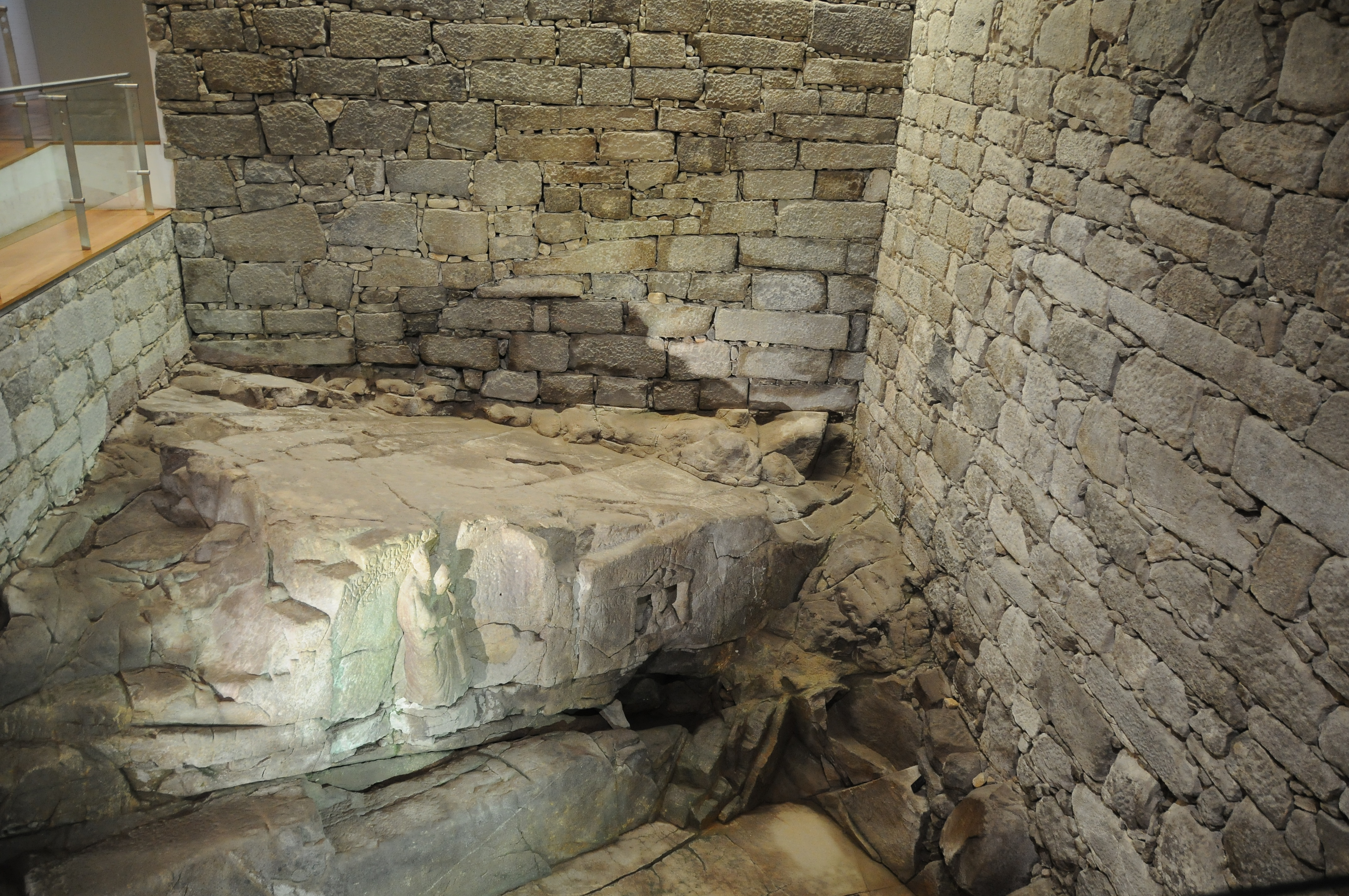
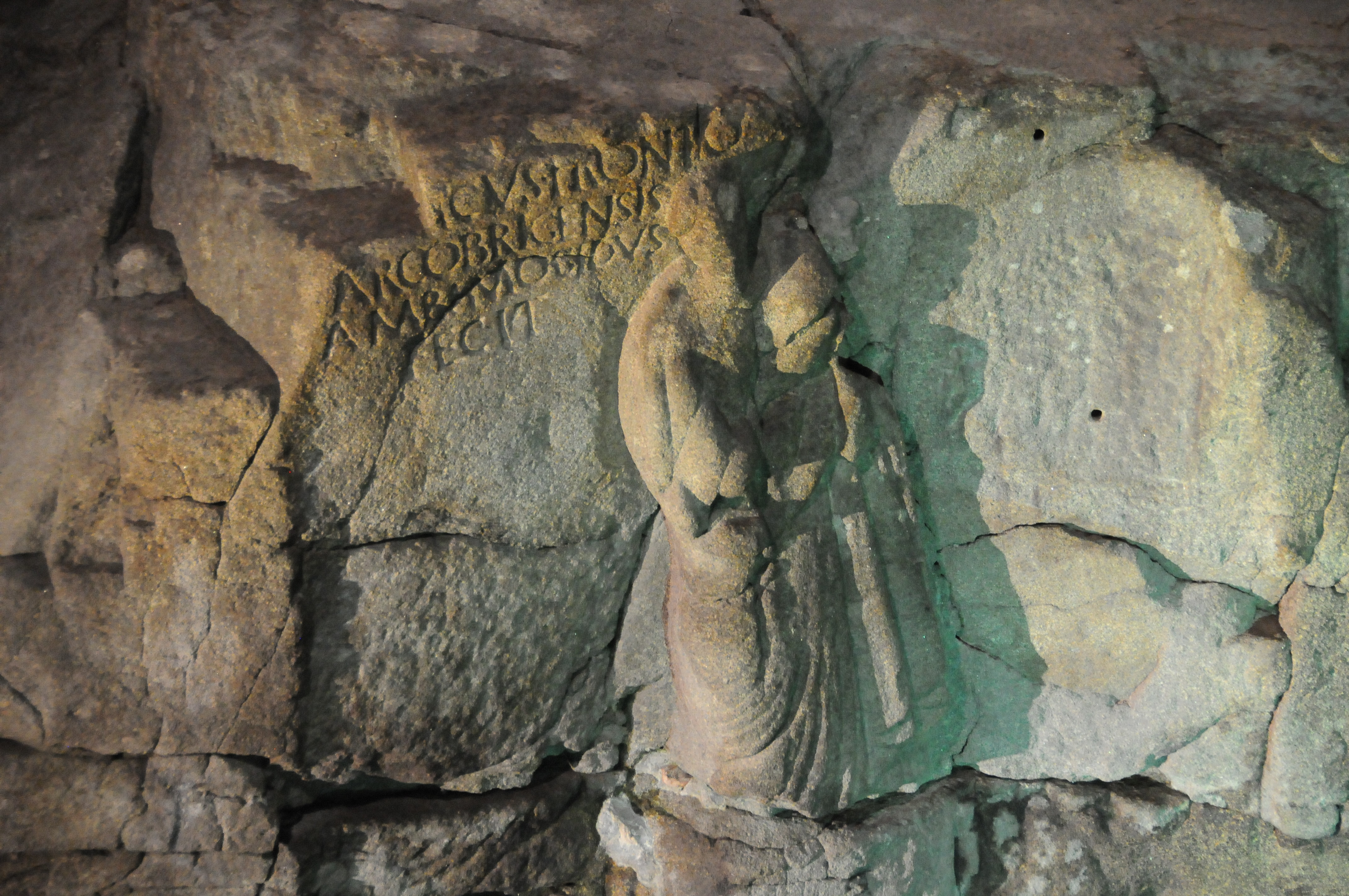